# Abrillantador òptic
Els abrillantadors òptics, agents abrillantadors òptics, agents fluorescents o fosforescents abrillantadors o agents fluorescents o fosforescents blanquejadors són colorants que absorbeixen llum en la regió ultraviolada i violada (usualment 340-370 nm) de l'espectre electromagnètic, i re-emeten llum en la regió blava (típicament 420-470 nm). La fluorescència és una resposta ràpida d'emissió de curta durada, a diferència de la fosforescència, que és una emissió retardada. Aquests additius són usats freqüentment per millorar l'aparença de color de tèxtils i papers, causant un efecte percebut de "blanquejament", fent que els materials semblin menys grocs en incrementar la quantitat total de llum blava reflectida.

## Propietats
La classe més comuna de químics amb aquesta propietat són els estilbens i els colorants fluorescents més antics i no comercials com la umbeliferona, que absorbeix energia en la porció UV de l'espectre i la reemeten en la porció blava de l'espectre visible. Una superfície blanca tractada amb un abrillantador òptic pot emetre més llum visible que la que incideix sobre ell, fent-la aparèixer més brillant. La llum visible emesa per l'abrillantador emmascara els tons grocs i marrons, fent que els materials així tractats apareguin més blancs.
Hi ha aproximadament 400 tipus de abrillantadors llistats en el Color Index, però menys de 90 són produïts realment a una escala comercial, i només un grapat són comercialment importants. Genèricament, el nombre C.I. FBA pot ser assignat a una molècula específica, però, alguns estan duplicats, atès que alguns fabricants apliquen per al nombre index quan el produeixen. La producció global d'abrillantadors òptics per a paper, tèxtils i detergents està dominada per uns quants triazole-estilbens di-i tetrasulfonats, i un bifenilestilbè disulfonat. Aquests són subjectes de degradació quan estan sotmesos a una llarga exposició als UV, a causa de la formació d'isòmers  cis  de estilbè òpticament inactius. Tots els abrillantadors tenen conjugació o aromaticitat estesa, permetent el moviment d'electrons. Alguns abrillantadors no derivats del estilbè són usats en aplicacions més permanents com ara fibres sintètiques blanquejadores.
Els tipus de classe bàsics d'abrillantadors inclouen:
1. Triazina-estilbè (di-, tetra- o hexa-sulfonats)
2. Cumarina
3. Imidazolina
4. Diazol
5. Triazol
6. Benzoxazolina
7. Bifenil-estilbens

Els abrillantadors poden ser "potenciats" per l'addició de certs poliols com polietilenglicol o alcohol polivinílic d'alt pes molecular. Aquests additius incrementen significativament les emissions dins de l'espectre de llum blava visible. Els abrillantadors també poden ser "desactivats" per alguns compostos. Massa ús dels abrillantadors causa un efecte de enverdiment, pel fet que les emissions comencen a veure sobre la regió blava de l'espectre visible. Al costat de la formació de l'isòmer cis en els abrillantadors que contenen estilbè (només l'isòmer trans és òpticament actiu), l'exposició contínua a llum que conté UV originarà la ruptura de la molècula i començarà el procés de degradació.

## Usos comuns
Els abrillantadors són agregats comunament als detergents de bugaderia per reemplaçar els agents abrillantadors remoguts durant el rentat i per fer aparèixer a la roba més neta. Els abrillantadors òptics han reemplaçat l'anyil que va ser normalment usat per produir el mateix efecte. Alguns abrillantadors poden causar reaccions al·lèrgiques quan estan en contacte amb la pell, depenent de l'individu.
Els abrillantadors s'usen en molts papers, especialment papers altament brillants, resultant en la seva aparença altament fluorescent sota il·luminació UV. La brillantor del paper es mesura típicament a 457 nm, bé dins del rang d'activitat fluorescent dels abrillantadors. El paper usat per al paper moneda conté abrillantadors òptics, així que un mètode comú per detectar la falsificació de bitllets és revisar la seva fluorescència, bàsicament es col·loca el bitllet sota un llum que emeti radiació UV, si aquest no brilla per cap cara, és a dir no presenta l'efecte de fluorescència, és un bitllet falsificat.
Un efecte lateral en el blanquejament òptic és fer que els tèxtils tractats siguin més visibles a un dispositiu de visió nocturna que els no tractats. Això pot ser o no ser desitjable per als militars o altres aplicacions. El paper abrillantat òpticament és freqüentment menys útil per a la fotografia d'alta qualitat o aplicacions artístiques, atès que la blancor decreix amb el temps.

Alguns usos dels abrillantadors òptics inclouen:
1. Blanquejadors de detergents (en lloc d'agents blavejants)
2. Abrillantament del paper (intern o en recobriment)
3. Blanquejament de fibres (intern, agregat al polímer fos)
4. Blanquejament de tèxtils (extern, agregat a l'acabat fabril)